# 马克斯韦尔·埃利
马克斯韦尔·埃利（英語：Maxwell Eley，1902年9月16日—1983年1月15日），英国男子赛艇运动员。他曾代表英国参加1924年夏季奥林匹克运动会赛艇比赛，获得男子四人单桨无舵手金牌。